# Estado Mayor Presidencial de El Salvador
El Estado Mayor Presidencial de El Salvador, también conocido como EMP, es una institución perteneciente a la Fuerza Armada Salvadoreña, que tiene a su cargo la seguridad y asistencia del Presidente salvadoreño y de su familia.

## Estructura, atribuciones y obligaciones del EMP
Según el artículo 69 del reglamento interno del órgano ejecutivo, el EMP está a cargo de un jefe que es nombrado, y que está bajo órdenes directas del Presidente Salvadoreño.
Además, según el artículo 70 del mencionado reglamento, se le atribuyen las siguientes funciones:
1. Cooperar en los asuntos administrativos de la Presidencia de la República cuando lo ordenare el presidente de la República o solicitare su colaboración el ministro de la Presidencia, o los Secretarios de la misma.
2. Acompañar al presidente de la República y recibir con las ordenanzas de ley a los embajadores extraordinarios, ministros plenipotenciarios y miembros de Misiones Especiales en el acto de presentación de Cartas Credenciales.
3. Acompañar al Presidente de la República en todo acto oficial o gira presidencial, lo mismo que a las recepciones que se ofrezcan en Casa Presidencial
4. Establecer los servicios militares de seguridad de acuerdo al lugar o las circunstancias del momento y otros medios disponibles.
5. Vigilar el comportamiento de los motoristas, ordenanzas, fontaneros, carpinteros y electricistas, y dará cuenta del comportamiento observado a la dependencia de la Presidencia de la República que el presidente de la República establezca.
6. Llevar el control necesario de las personas particulares que visiten las distintas oficinas de la Presidencia de la República y adoptar las medidas de seguridad que estime necesarias.
7. Otorgar el Visto Bueno a los pedidos que efectúe el Jefe del Taller de Mantenimiento de Vehículos, Enfermería, Intendencia y Telecomunicaciones, en lo que se refiere a enseres, materiales y repuestos que en sus respectivas actividades necesiten y pasar las órdenes a la dependencia de la Presidencia de la República que el presidente de la República establezca.
8. Llevar el archivo correspondiente, y establecer los turnos necesarios de los motoristas de servicios varios, de los enfermeros, porteros y ordenanzas.

### Funciones del EMP en la práctica
El Estado Mayor Presidencial además tiene a su cargo, el mantenimiento de la Casa Presidencial de El Salvador, que es la sede de gobierno salvadoreño y de la Residencia Presidencial.
A consecuencia del inciso tercero del artículo 70 del ya mencionado reglamento ejecutivo, es que el jefe del EMP debe estar siempre detrás del Presidente salvadoreño, y el personal de seguridad de este siempre cerca y atento.